# Ніксовізна
Ніксовізна (пол. Niksowizna) — село в Польщі, у гміні Кольно Кольненського повіту Підляського воєводства.
Населення — 110 осіб (2011).
У 1975-1998 роках село належало до Ломжинського воєводства.

## Демографія
Демографічна структура станом на 31 березня 2011 року:
|          | Загалом | Допрацездатний вік | Працездатний вік | Постпрацездатний вік |
| -------- | ------- | ------------------ | ---------------- | -------------------- |
| Чоловіки | 54      | 11                 | 33               | 10                   |
| Жінки    | 56      | 14                 | 26               | 16                   |
| Разом    | 110     | 25                 | 59               | 26                   |